# لقمر رشيد (يافع)

تعديل مصدري - تعديل

لقمر رشيد هي إحدى قرى عزلة لبعوس بمديرية يافع التابعة لمحافظة لحج، بلغ تعداد سكانها 444 نسمة حسب تعداد اليمن لعام 2004.